# 陳家諾
陳家諾（Arnold Chan，1967年6月10日—2017年9月14日），加拿大華裔政治人物和律師，加拿大自由黨黨員，2014年-17年間擔任加拿大國會下議院議員，代表安大略省多倫多的士嘉堡—愛靜閣選區。

## 早年生活和事業
陳家諾於1967年在加拿大出生，父母來自香港，1966年抵加；他還有一名胞弟。他於安大略省士嘉堡市（後來併入多倫多市）長大，從當地的诺尔曼·白求恩中学畢業後到多倫多大學就讀，先後獲取政治學學士和碩士學位。他其後到卑詩大學法學院修讀法律，1993年取得法學士學位後供職多倫多數家律師事務所，專注發展和規劃法。他其後重返多大進修並獲取城市規劃碩士學位。

## 政治生涯
陳家諾自16歲已經加入聯邦自由黨，成年後涉足安大略省級政治，曾協助安大略自由黨候選人菲臘斯（Gerry Phillips）競選省議會士嘉堡—愛靜閣選區議席，並從2000年-03年出任在野安大略自由黨黨魁麥堅迪的行政助理。該黨於2003年省選贏取執政地位後，他則改任省長麥堅迪的跨政府事務行政助理和高級顧問至2006年。陳國治於2007年當選萬錦—於人村選區省議員後，陳家諾出任其幕僚長至2010年。韋恩於2013年當選新任安省自由黨黨魁後，陳家諾亦曾出任其過渡團隊成員。
聯邦自由黨籍的詹嘉禮於2014年宣布參選多倫多市議員而辭去其士嘉堡—愛靜閣選區國會議席後，陳家諾於同年5月8日贏取該選區的自由黨候選人提名，再於同年6月30日舉行的補選中擊敗聯邦保守黨候選人艾里斯贏取該議席，首度晉身國會下議院，其後獲任命為自由黨小型企業和旅遊等範疇的評議員。
2015年1月，陳家諾確診患上鼻咽癌，醫治半年後康復。他於同年10月舉行的聯邦大選中連任國會議員，同年12月獲新任總理杜魯多委任為國會下議院執政黨副領袖。
陳家諾的癌病於2016年3月復發，病況於2017年中轉差。他於同年6月最後一次在國會發言，呼籲議員摒棄「罐頭論點」並用心聆聽他人觀點，又勸籲國民珍重民主制度。陳家諾於同年9月14日去世，終年50歲。

## 個人生活
陳家諾出席一場自由黨活動時結識妻子葉嘉麗，兩人育有三名兒子。他去世後所懸空的國會議席於2017年12月舉行補選，由代表自由黨的葉嘉麗勝出。

## 外部連結
- （英文）加拿大國會網站 陳家諾議員簡介
- 官方网站
- Articles by Arnold Chan （页面存档备份，存于）